# Olympia (Manet)
 For alternative betydninger, se Olympia. (Se også artikler, som begynder med Olympia)
Olympia er et maleri af Édouard Manet, først udstillet på Salonen i Paris i 1865. Billedet forestiller en nøgen kvinde, der ligger på en seng og får overrakt en buket blomster af en sort tjenestepige. Værket skabte chok og furore, idet kvinden kigger direkte på beskueren og i øvrigt er forsynet med genstande, der definerer hende som prostitueret. Maleriet er 130,5 × 190 cm og blev malet i 1863. Det blev erhvervet af den franske stat i 1890 efter en offentlig indsamling, hvis initiativtager var Claude Monet. Det er nu udstillet på Musée d'Orsay i Paris.
- Wikimedia Commons har flere filer relateret til Olympia (Manet)